# Maletin
Smatra se da je prezime Maletin, poput niza drugih prezimena koja se završavaju na „in“, nastalo u Vojvodini, kao posledica administrativnog izbacivanja nastavka –ić iz srpskih prezimena.
Stari Maletini su došli iz Mola, a dva brata, Živanjica i Jovanica, razgranavaju porodično stablo. Kao prvi doseljenici današnjeg Padeja, pominju se porodice Maletin i Ilijašev. 
Maletini slave: Vračeve, Lazarevu subotu, Svetog Jovana i Svetog Nikolu.

## Spoljašnje veze
- Prezime Maletin